# Grinius
Grinius ist ein männlicher litauischer Familienname.

## Personen
- Gediminas Grinius (* 1979), litauischer Berg- und Ultramarathonläufer
- Kazys Grinius (1866–1950), Politiker, litauischer Präsident
- Kęstutis Grinius (* 1956), Politiker, Mitglied des Seimas
- Martynas Grinius (* 2001), litauischer Eishockeyspieler